# Zakłady Sprzętu Precyzyjnego „Niewiadów”
Zakłady Sprzętu Precyzyjnego „Niewiadów” – polskie przedsiębiorstwo z siedzibą w Niewiadowie, założone w 1920 roku, produkujące od 1966 roku przyczepy kempingowe (szczególnie: Niewiadów N-126), a także bagażowe i lawety.
Przedsiębiorstwo w swojej historii produkowało m.in. wyroby chemiczne i wojskowe (granatniki przeciwpancerne RPG-76), sprzęt AGD (miksery i roboty kuchenne, czajniki elektryczne), składane kajaki Neptun, Pstrąg, Jantar, składane łódki wędkarskie Stynka, składane żaglówki Mewa, kampery Romer oraz inne wyroby, należała do zjednoczenia Predom (funkcjonowała pod nazwą Predom-Prespol). Zakłady są zlokalizowane między drogą wojewódzką nr 715, a linia kolejową nr 25. Własna bocznica kolejowa została rozkradziona i jest (2023) odtwarzana.

## Historia i produkcja cywilna

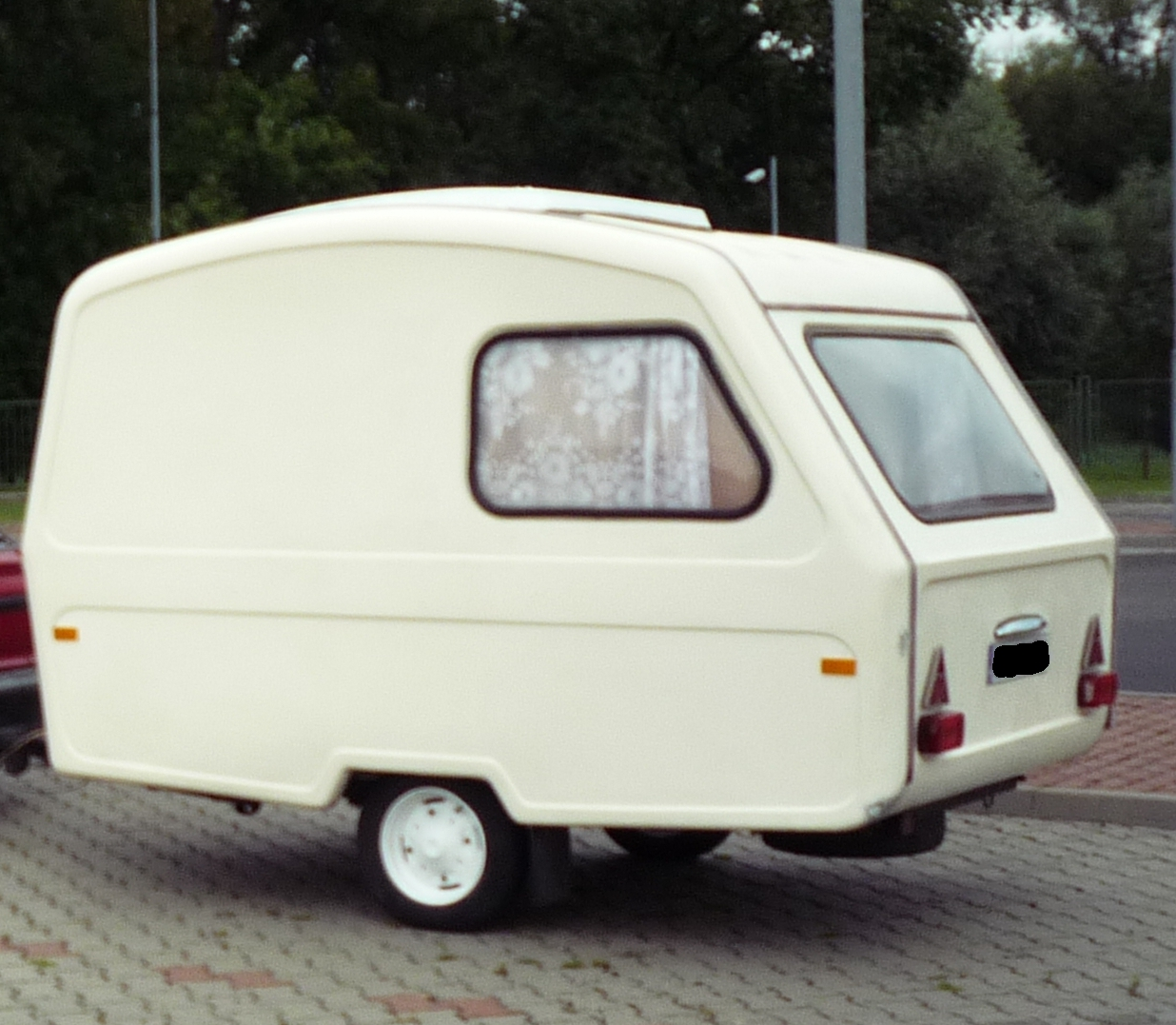
Przyczepa kempingowa Niewiadów N-126b

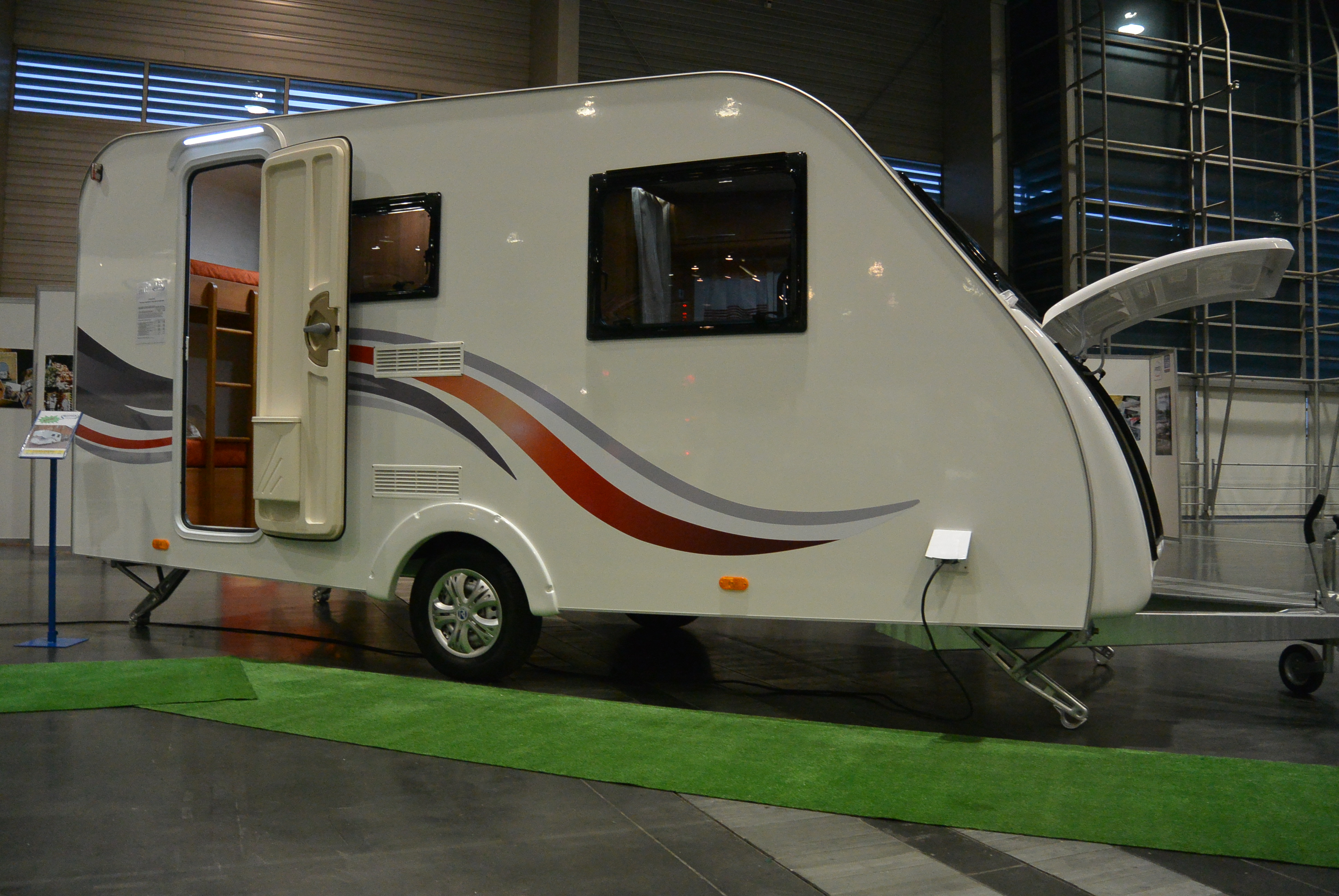
Przyczepa kempingowa Romer Niewiadów RK 440 podczas Poznań Motor Show 2014

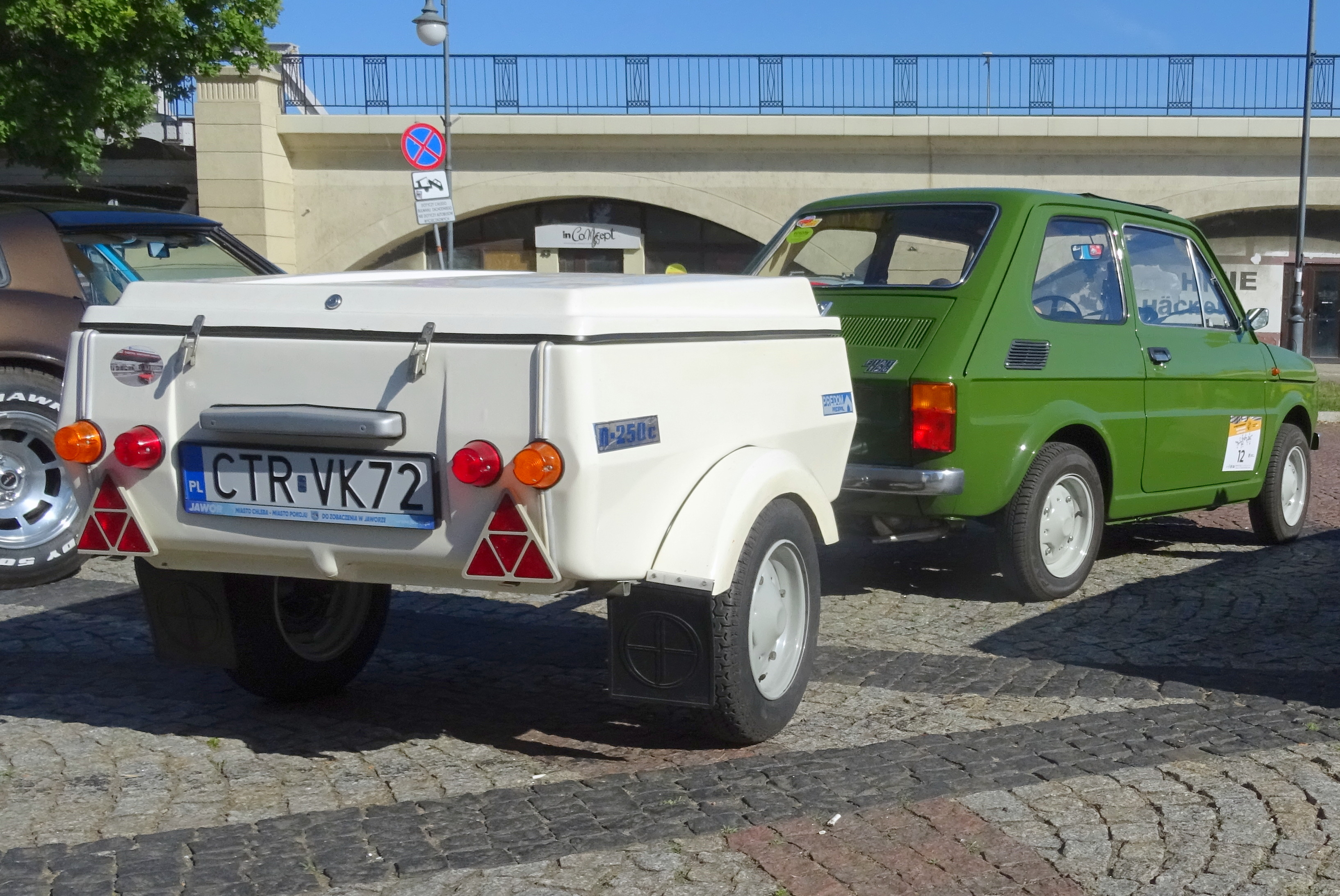
Przyczepa ciężarowa N250C

Przedsiębiorstwo zostało założone w 1920 roku jako Spółka Akcyjna „NITRAT”, która zajmowała się produkcją wyrobów chemicznych i wojskowych. Zakłady zostały zbudowane w latach 1921–1922. Produkowano w nich materiały wybuchowe (trotyl) i nawozy sztuczne. 1 września 1939 roku niemieckie lotnictwo zbombardowało część zakładów, a w 1940 roku Niemcy zdemontowali i wywieźli urządzenia. W październiku 1944 roku wywieziono przymusowo pracowników do Austrii (wtedy część III Rzeszy).
W 1955 roku zakłady przydzielono Zjednoczeniu Predom i zmieniono nazwę na Wytwórnię Wyrobów Precyzyjnych Niewiadów. W 1957 roku rozpoczęła się produkcja ozdób choinkowych i kajaków składanych Neptun, a w 1964 roku łodzi żaglowej Mewa. W 1965 roku wśród asortymentu pojawił się elektryczny młynek do kawy.
W 1966 roku rozpoczęto produkcję pierwszej w historii zakładów przyczepy – namiotowej Tramp. Od 1970 do 1972 roku powstawały przyczepy kempingowe Romi-23, powstało łącznie 570 sztuk. W 1973 roku uruchomiono seryjną produkcję przyczep Niewiadów N-126. Następne lata przyniosły wzrost produkcji (do 1978 roku wyprodukowano 15 tys. sztuk), a także ulepszone wersje przyczepy N126 jak N132 w 1976 roku i N127 w 1977 roku. W 1975 roku fabryka przyjęła nazwę Zakłady Sprzętu Domowego i Turystycznego Predom-Prespol.

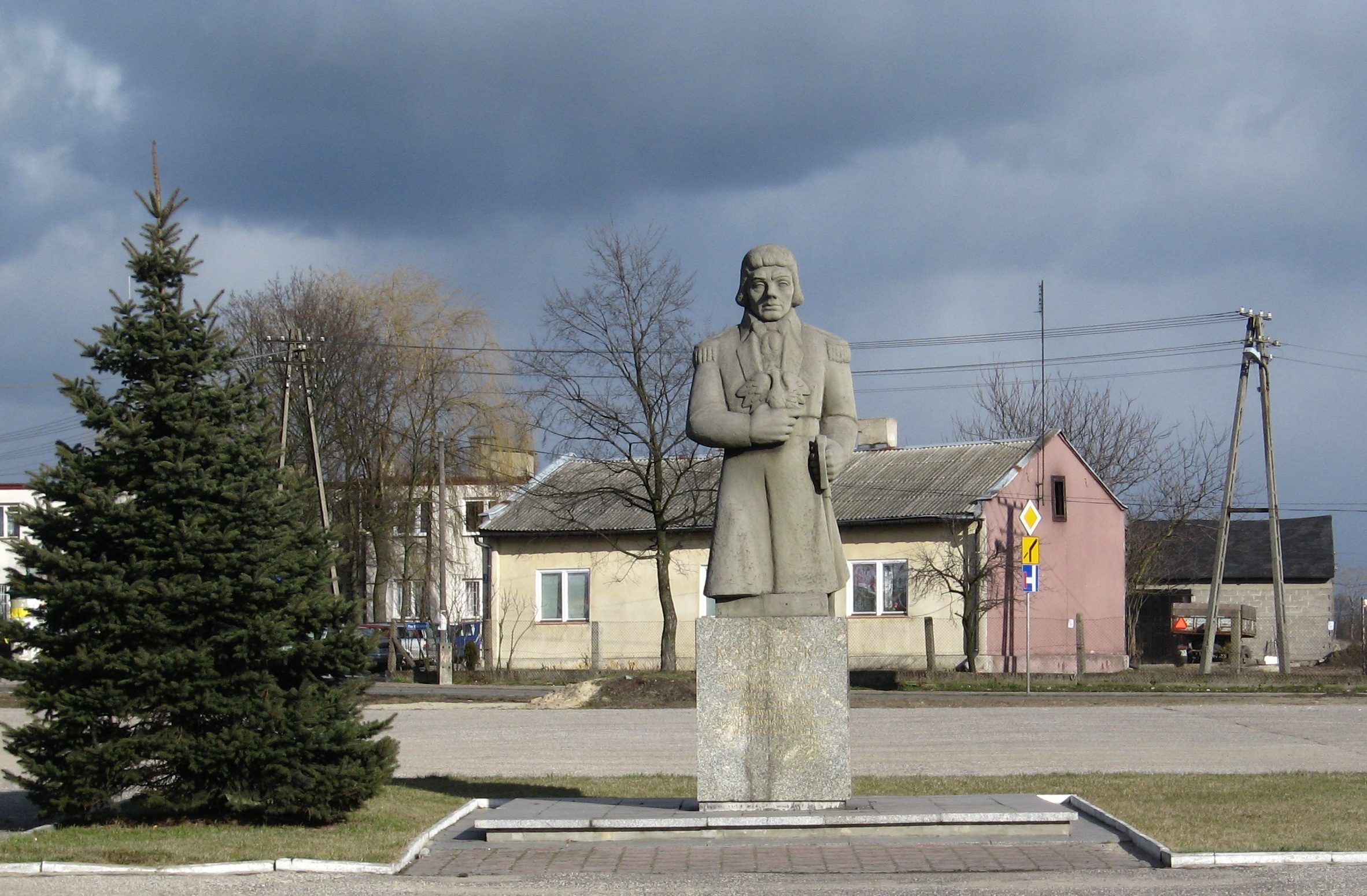
Pomnik z Predomu

W 1979 r. w zakładach wykonano charakterystyczny, bo zaczynający się „od kolan” (filmowy plan amerykański), pomnik Tadeusza Kościuszki, który został ustawiony na pl. Wolności w Ujeździe i stał tam do 2010 roku. W styczniu 1986 roku w produkcji pojawiła się przyczepa kempingowa typu N126m, a w lipcu tego samego roku zmieniono nazwę zakładów na Zakłady Sprzętu Precyzyjnego Niewiadów. W latach świetności fabryka zatrudniała ok. 2500 pracowników.
W 1995 r. została przekształcona w jednoosobową spółkę Skarbu Państwa.
Za 2004 rok przedsiębiorstwo zanotowało 70 mln zł przychodów i 200 tys. zł zysku. W 2006 roku zysk netto z działalności operacyjnej wyniósł 520 tys. zł. Jednakże już w 2007 r. spółka wykazała stratę netto w wysokości 3,1 mln zł, w następnym roku strata netto wyniosła 19,4 mln zł, natomiast strata netto w 2009 r. wyniosła 6,8 mln zł. W 2007 roku Niewiadów SA miała wejść na giełdę, jednak przedsięwzięcie nie zostało zrealizowane. Również nie powiodły się dwukrotne plany prywatyzacji, czego efektem była próba założenia przez pracowników spółki pracowniczej, jednak pomysł zablokowało Ministerstwo Skarbu.
W 2010 roku zakłady wraz z zewnętrznym inwestorem stworzyły prototyp o nazwie Romer Niewiadów – pierwszego w historii fabryki samochodu typu kamper. Bazę dla zabudowy kempingowozu stanowił Fiat Ducato.
28 lutego 2011 roku zarząd przedsiębiorstwa złożył do sądu wniosek o ogłoszenie upadłości. Jedną z głównych przyczyn upadłości było zadłużanie się zakładów przy braku reakcji właściciela (Skarbu Państwa). W efekcie związkowcy złożyli sprawę do prokuratury twierdząc, że doszło do niegospodarności, ale śledztwo umorzono. W wyniku bankructwa spółki utrudnione było wdrożenie do produkcji kamperów i ich dalszy rozwój oraz produkcja przyczep, ale już w 2012 roku powstało przedsiębiorstwo Romer Niewiadów Sp. z o.o., które kontynuowało tradycje Niewiadów SA i rozpoczęło produkcję kamperów Romer Niewiadów oraz nowych przyczep RK 320, RK 320D i RK 440.
We wrześniu 2013 roku także przedsiębiorstwo BORO wykupiło część zakładów i utworzyło spółkę Fabryka Przyczep Niewiadów Sp. z o.o., która kontynuuje produkcję przyczep. W 2016 roku Fabryka Przyczep Niewiadów Sp. z o.o. wykupiła spółkę Romer Niewiadów Sp. z o.o. i stała się wyłącznym kontynuatorem marki Niewiadów.

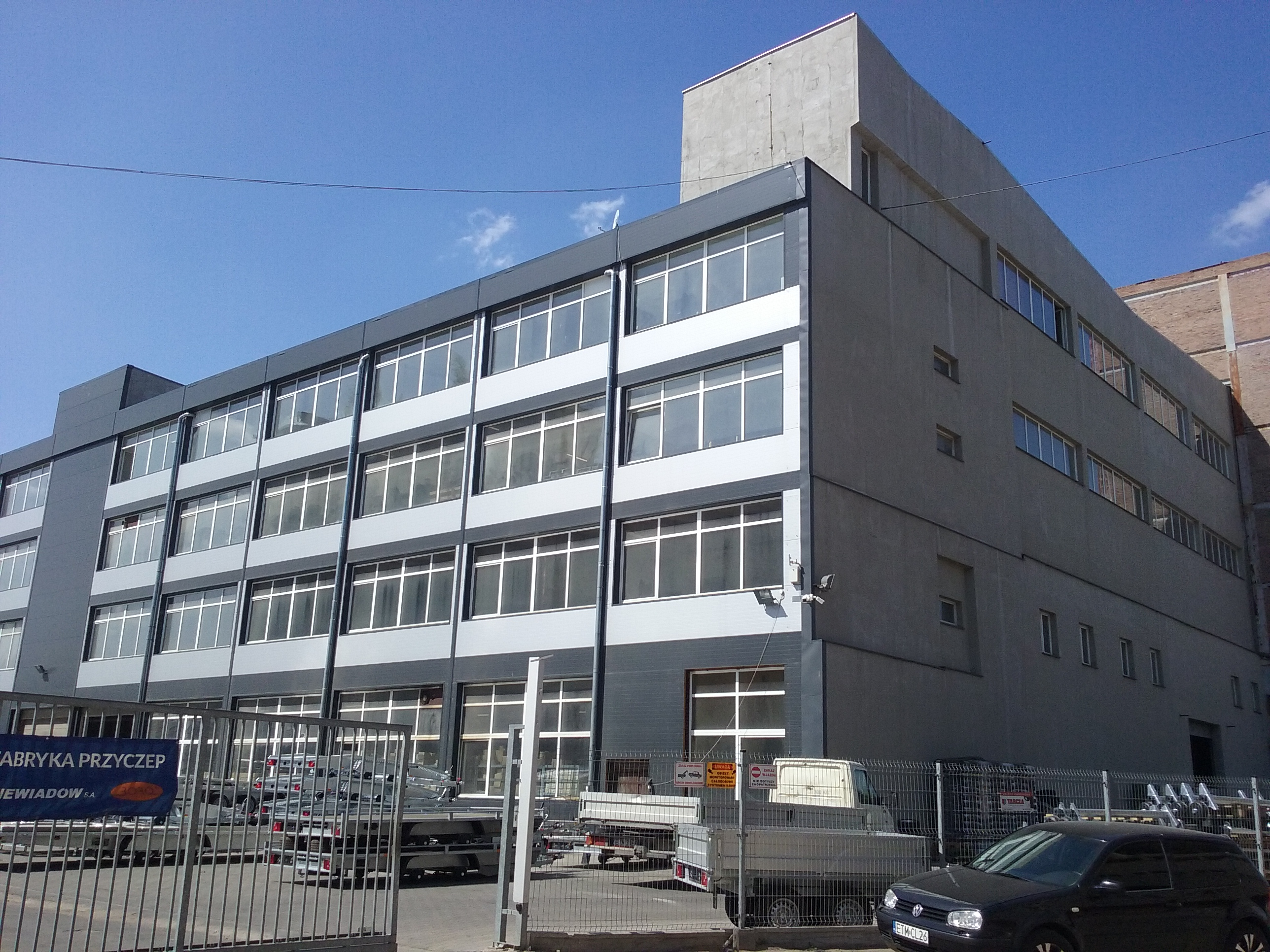
Zakład nr 2 w Tomaszowie Mazowieckim

W 2017 roku przedsiębiorstwo uruchomiło drugi zakład produkcyjny w zmodernizowanym kompleksie przemysłowym dawnych Zakładów Włókien Chemicznych Wistom w oddalonym o 20 km od Niewiadowa, Tomaszowie Mazowieckim.
Na początku lat 20. XXI wieku przedsiębiorstwo rozwinęło produkcję wojskową.

## Niektóre modele
- Niewiadów N-126 (od 1973)
- Niewiadów N127 (od 1977)
- Niewiadów N132 (od 1976)
- Niewiadów N250A
- Niewiadów N250C
- Romer Niewiadów (2010–2016)
- Przyczepa namiotowa Tramp (pierwsza produkowana przyczepa w zakładach, 1966 r.)
- Kajak składany Neptun T 100
- Kajak składany Neptun 08
- Kajak składany Pstrąg
- Kajak składany Jantar 06
- Kajak składany Jantar 07
- Łódka wędkarska Stynka 10
- Łódka wędkarska Stynka 11
- Żaglówka Mewa 2
- Żaglówka Mewa 3

## Produkcja wojskowa
Po transformacji gospodarczej została znacząco ograniczona na 15 lat. Od lat 20. XXI wieku rozwijana przez spółkę.
Wśród wyrobów przedsiębiorstwa były między innymi:
- rakiety S-5[2]
- granaty PG-7WM do granatnika RPG-7[13]
- granatniki RPG-76 Komar[13] (planowane wznowienie produkcji po dostosowaniu do standardów NATO)[2]
- granaty nasadkowe do kbkg wz. 1960[13]
- pociski PG-15W do 73 mm armaty 2A28 BWP
- granaty dymne GAk[2]
- miny sygnalizacyjne typu Płomień[2]

## Sponsoring
Przedsiębiorstwo w PRL wspierało, a aktualnie (sezon 2017/2018) sponsoruje Klub Sportowy Stal Niewiadów.

## Certyfikaty
ZSP Niewiadów SA jest producentem wysokiej jakości zgodnej z normą ISO 9001 i potwierdzonej Certyfikatem Zarządzania Jakością ISO 9001:2001